# Salem-díj
A Salem-díjat Raphaël Salem görög matematikus özvegye alapította. Azok a fiatal matematikusoknak ítélik oda akik azon Salem kutatási területén, azaz a  Fourier-sorokkal kapcsolatban alkottak kiemelkedőt. A díj magas presztízsűnek számít, amit az is jelez, hogy számos Salem-díjast utólag Fields-éremmel is kitüntettek. A díj értéke 1990-ben 5000 francia frank volt.

## A díjazottak
Megjegyzés: F jelöli azokat a matematikusokat, akiket utóbb Fields-éremmel díjaztak.
- 1968: Nicholas Varopoulos[1]
- 1969: Richard Allen Hunt[1]
- 1970: Yves Meyer[1]
- 1971: Charles FeffermanF[1]
- 1972: Thomas William Körner[1]
- 1973: Jevgenij Mihajlovics Nyikisin[1]
- 1974: Hugh Montgomery[1]
- 1975: William Beckner[1]
- 1976: Michael Herman[1]
- 1977: S. V. Bockarev[1]
- 1978: Björn E. Dahlberg[1]
- 1979: Gilles Pisier[1]
- 1980: Stylianos Pichorides[1]
- 1981: Peter Jones[1]
- 1982: Alekszej Alekszandrov[1]
- 1983: Jean BourgainF[1]
- 1984: Carlos Kenig[1]
- 1985: Thomas Wolff[1]
- 1986: Nyikolaj G. Makarov[1]
- 1987: Guy David és Jean Lin Journe[1]
- 1988: Alexander Volberg és Jean-Christophe YoccozF[1]
- 1989: nem osztották ki
- 1990: Szergej Konyagin[1]
- 1991: Curtis T. McMullenF[2]
- 1992: Mitsuhiro Shishikura[2]
- 1993: Sergei Treil[2]
- 1994: Kari Astala[2]
- 1995: Håkan Eliasson[2]
- 1996: Michael Lacey és Christoph Thiele[2]
- 1997: nem osztották ki[2]
- 1998: Trevor Wooley[2]
- 1999: Fedor Nazarov[2]
- 2000: Terence TaoF[2]
- 2001: Oded Schramm és Stanislav SmirnovF[2]
- 2002: Xavier Tolsa[2]
- 2003: Elon LindenstraussF és Kannan Soundararajan[2]
- 2004: nem osztották ki[3]
- 2005: Ben J. Green[4]
- 2006: Stefanie Petermichl[5] és Artur AvilaF[6]
- 2007: Akshay Venkatesh[7]
- 2008: Bo'az Klartag és Assaf Naor[3]
- 2009: nem osztották ki[3]
- 2010: Nalini Anantharaman[3][5]
- 2011: Zhan Dapeng és Julien Dubedat[8]
- 2012: nem osztották ki
- 2013: Larry Guth[9]
- 2014: Dmitry Chelkak[10]
- 2015: nem osztották ki
- 2016 Marina Vjazovszka[3][11]
- 2017: nem osztották ki
- 2018: Alekszandr Ljogunov

## Fordítás
Ez a szócikk részben vagy egészben  a   Salem Prize című angol Wikipédia-szócikk ezen változatának fordításán alapul.  Az eredeti cikk szerkesztőit annak laptörténete sorolja fel. Ez a jelzés csupán a megfogalmazás eredetét és a szerzői jogokat jelzi, nem szolgál a cikkben szereplő információk forrásmegjelöléseként.